# 甘颖蜡蝉属
甘颖蜡蝉属（学名：Ganachilla）为蜡蝉科的一个属。

## 下属物种
本属包括以下物种：
- 镇原颖蜡蝉 Ganachilla zhenyuanensis Wang & Huang, 1989[2]